# 김선종 (생물학자)
김선종(金宣種,  1969년 ~ )은 노성일 소유의 미즈메디 병원 소속연구원으로 한양대학교에서 박사과정을 밟았으며 박사후 과정으로 2005년 9월경 유학 미국 피츠버그 대학교 제럴드 섀튼 교수 연구팀에 있었다.

## 황우석 사건관련
한때 서울대학교 수의대팀에 파견되어 사이언스지 2005년 논문과 관련해 줄기세포배양 팀장을 맡았다. 피츠버그 대학교에서 유학중이던 김선종은 PD수첩의 취재에 응했고 그 취재 내용은 PD수첩 방영을 통해 큰 대내외적 파장을 일으켰다.
PD수첩이 황우석팀으로부터 넘겨 받아 외부기관에 의뢰한 체세포 및 줄기세포의 DNA검사 결과 환자의 체세포가 줄기세포와 일치하지 않는 것으로 드러났고, 노성일은 환자맞춤형 줄기세포가 없다고 폭로했다.
2005년 12월 16일 황우석은 서울대학교에서 기자회견을 열고 "줄기세포 분명 만들었으나 오염사고로 대부분이 죽어 다시 수립해 논문냈다"고 주장한다. 보관중인 줄기세포 중 상당수가 미공개된 미즈메디 병원 줄기세포로 바뀐 것을 확인했다며 '바꿔치기' 의혹을 제기했고, 노성일도 기자회견을 열어 "황 교수가 김선종 연구원에게 논문 조작을 지시했고 섀튼 교수는 논문 집필을 도맡았다"고 주장하였다.
2005년 12월 22일 황우석은 '위계에 의한 업무방해와 줄기세포 바꿔치기 혐의'로 김선종 외 성명불상인을 검찰에 고발하였다.
2006년 1월 검찰수사가 개시되어 한국에 귀국하였으며 수사과정에서 황우석의 지시로 DNA검사용 시료를 조작했고 윤현수에게 이메일로 서울대학교 조사위원회의 조사결과를 알리는 등 논문 조작 사건 이후에도 사건 은폐에 적극 가담한 사실이 밝혀졌다.
2006년 5월 12일 검찰은 김선종을 황우석팀의 체세포복제배아줄기세포에 미즈메디 병원의 수정란줄기세포를 '섞어심기'하여 조작한 업무방해와 증거인멸교사의 단독범행으로 법원에 불구속 기소하였고 현재 재판 진행 중이다.

## 논문
- BIOLOGY OF REPRODUCTION (2003년 8월) Establishment and Maintenance of Human Embronic Stem Cells on STO, a Permanently Growing Cell Line 공저자명단 : 윤현수, 박종혁, 김선종, 오은정, 문신용, 노성일, 김철근

- BIOLOGY OF REPRODUCTION 지 (2004년 8월) Establishment and Maintenance of Human Embryonic Stem Cell Lines on Human Feeder Cells Derived from Uterine Endometrium under Serum-Free Condition  공저자명단 : 윤현수, 이정복, 이정은, 박종혁, 김선종, 김문규, 노성일

## 같이 보기
- 황우석 사건